# Schärding (stad)
Schärding is een gemeente in de Oostenrijkse deelstaat Opper-Oostenrijk, gelegen in het district Schärding (SD) . De gemeente heeft ongeveer 5100 inwoners.

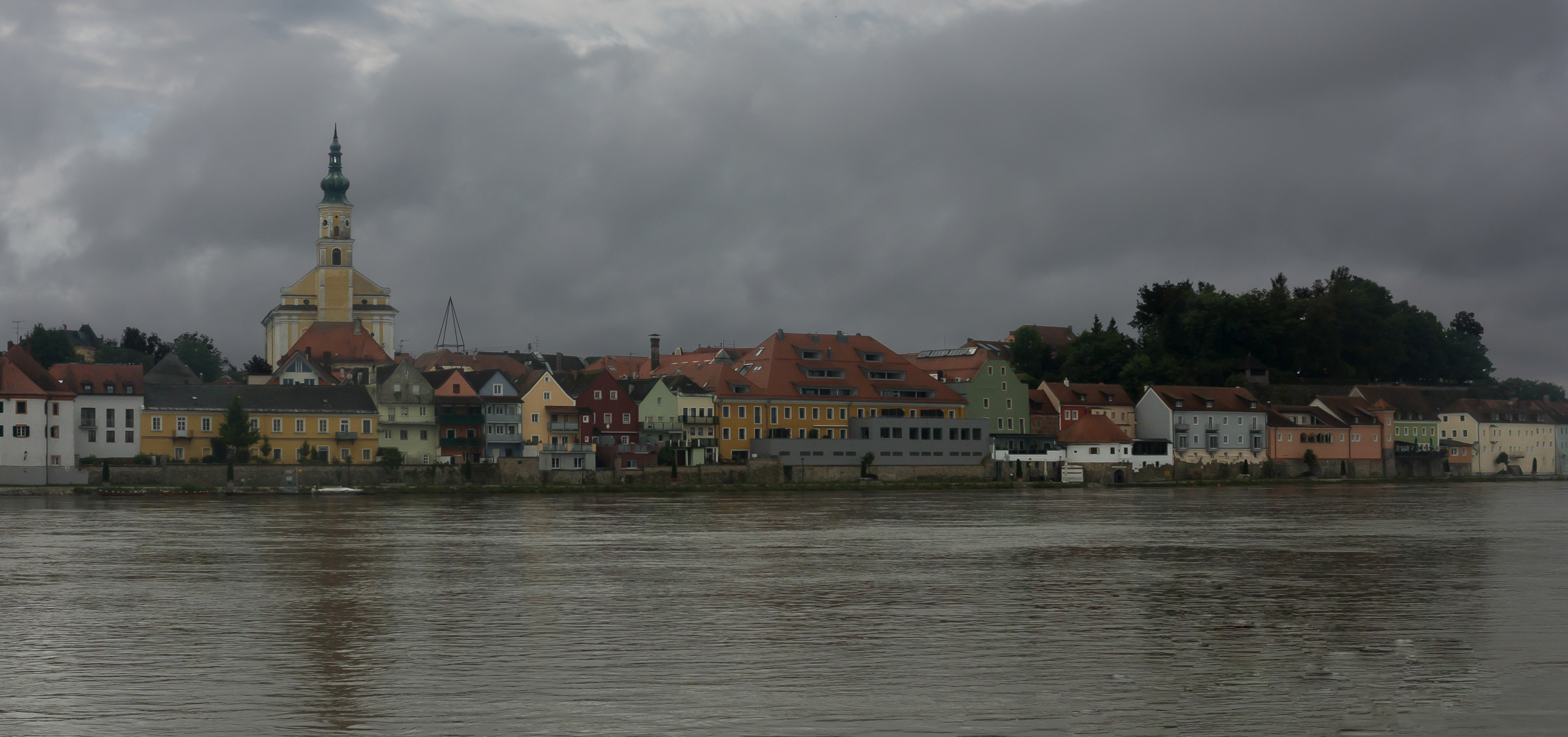
Schärding vanaf Neuhaus am Inn

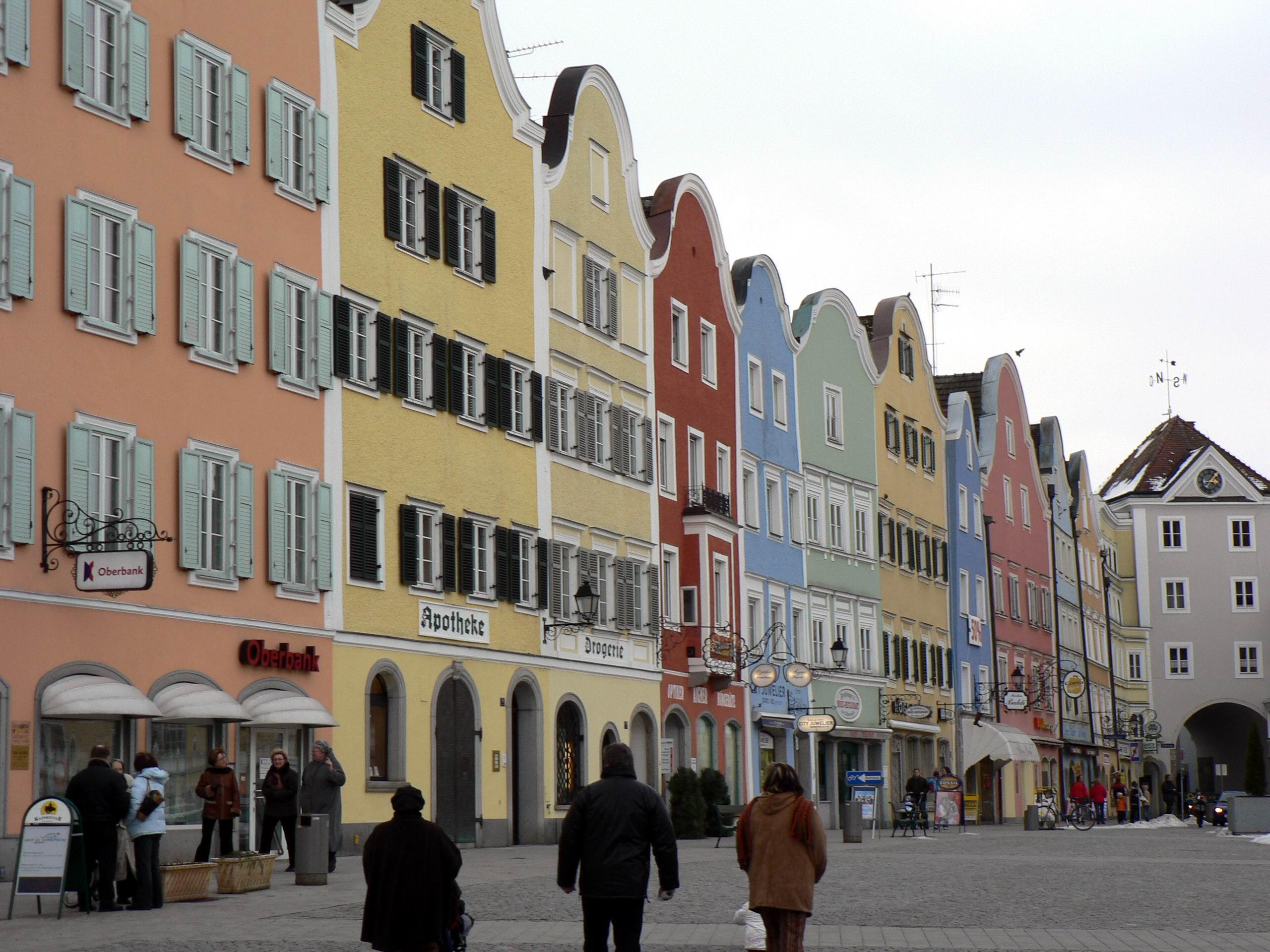
Schärding, binnenstad

## Geografie
Schärding heeft een oppervlakte van 4,08 km². De gemeente ligt in het noorden van de deelstaat Opper-Oostenrijk, in het uiterste noorden van Oostenrijk. In het noordoosten ligt de Duitse deelstaat Beieren.
Altschwendt · Andorf · Brunnenthal · Diersbach · Dorf an der Pram · Eggerding · Engelhartszell · Enzenkirchen · Esternberg · Freinberg · Kopfing im Innkreis · Mayrhof · Münzkirchen · Raab · Rainbach im Innkreis · Riedau · Sankt Aegidi · Sankt Florian am Inn · Sankt Marienkirchen bei Schärding · Sankt Roman · Sankt Willibald · Schardenberg · Schärding · Sigharting · Suben · Taufkirchen an der Pram · Vichtenstein · Waldkirchen am Wesen · Wernstein am Inn · Zell an der Pram
- Gemeinsame Normdatei: 4051877-2
- Library of Congress Control Number: n87915148
- Nationale Bibliotheek van Letland: 000298565
- MusicBrainz: 6d269c6a-d1bc-41c6-bfbe-f5b0458478d4
- Nationale Bibliotheek van Tsjechië: ge648208
- Nationale Bibliotheek van Israël: 987007562568005171
- Virtual International Authority File: 158374006